# Гремячая (приток Поломети)
Гремячая (Гремячка) — река в России, протекает в Валдайском районе Новгородской области. Длина реки 15 км.
По данным государственного водного реестра России вытекает из озера Ельчинское рядом с деревней Ельчино, по карте 1:100 000 из Ельчинского вытекает левый приток, а исток Гремячей, видимо, в озере Малое Высокодно. Течёт на север до пересечения с автодорогой М10 (E 105) у деревни Миронеги, затем поворачивает на запад, ещё раз пересекает ту же автодорогу в деревне Миронушка. Устье реки находится в 1,2 км к северо-востоку от деревни Княжево, в 2,5 км к юго-востоку от села Яжелбицы в 100 км по правому берегу реки Полометь.

## Данные водного реестра
По данным государственного водного реестра России относится к Балтийскому бассейновому округу, водохозяйственный участок реки — Ловать и Пола, речной подбассейн реки — Волхов. Относится к речному бассейну реки Нева (включая бассейны рек Онежского и Ладожского озера).
Код водного объекта в государственном водном реестре — 01040200312102000022288.